# Stella Benson
Stella Benson (6 de gener del 1892 - 7 de desembre del 1933) fou una novel·lista, poeta i escriptora de viatges feminista anglesa.

## Biografia
Stella Benson era filla de Ralph Beaumont Benson (1862-1911), membre de la noblesa terratinent, i de Caroline Essex Cholmondeley. Nasqué a Easthope, Shropshire, al 1892. La tia de Stella, Mary Cholmondeley, era una novel·lista famosa. Stella va patir diverses malalties durant la infantesa i la resta de la seua vida. Estudià en escoles d'Alemanya i Suïssa. Va començar a escriure un diari als 10 anys i el continuà durant tota la seua vida. Sos pares es van separar, i el contacte amb son pare després va ser escàs.(1) 
Stella Benson va passar l'hivern de 1913-14 a les Índies Occidentals, la qual cosa li proporcionà material per a la seua primera novel·la, I Pose (1915). Vivint a Londres, s'implicà en la lluita pel sufragi, igual que els seus parents. Durant la Primera Guerra Mundial, recolzà les tropes fent jardineria i ajudant dones pobres en l'East End de Londres, en la Charity Organization Society. Aquests esforços la inspiraren a escriure les novel·les This Is the End (1917) i La casa dels solitaris (1919): aquesta darrera és una novel·la de fantasia sobre una dona la vida de la qual és transformada per una bruixa. Va publicar el seu primer llibre de poesia, Twenty, al 1918.
Stella Benson va deixar Anglaterra per a viatjar als Estats Units al juny del 1918. Després d'escales a Nova York, Pennsilvània, Nou Hampshire i Chicago, on pel camí conegué escriptors estatunidencs com Bertha Pope i Harriet Monroe, se n'anà a viure amb Bertha Pope a Berkeley. Ací i a San Francisco, durant un any, va participar en una comunitat bohèmia amb Albert Bender, Anne Bremer, Witter Bynner, Sara Bard Field, Charles Erskine Scott Wood i Marie de Laveaga Welch. Treballà en la Universitat de Califòrnia com a tutora i després com a lectora editorial per a la premsa universitària. La seua experiència californiana li inspirà la següent novel·la, The Poor Man (1922).
El 1920, va viatjar a la Xina, on treballà en una escola missionera i en un hospital, i hi conegué qui seria el seu marit, James (Shaemas) O'Gorman Anderson, un oficial angloirlandés del Servei de Duanes Marítimes de la Xina (CMCS), i més tard pare de Benedict Anderson i Perry Anderson. Es van casar a Londres a l'any següent. Stella Benson va seguir a Anderson per diversos llocs en la Duana, com ara Nanning, Pakhoi i Hong Kong, tot i que els seus escrits sobre la Xina a vegades la van posar en desacord amb el lideratge de HM Revenue and Customs.

### Treballs posteriors
A Pipers and a Dancer (1924) i Goodbye, Stranger (1926) els van seguir un altre llibre d'assaigs de viatges, Worlds Within Worlds, i el relat L'home que va perdre l'autobús, al 1928. L'obra seua més famosa, la novel·la La núvia llunyana, es publicà als Estats Units el 1930 i com Tobit Transplanted a Gran Bretanya el 1931. Va guanyar el premi Femina Vie Heureuse al 1932. Després, edità dues col·leccions de contes d'edició limitada, Esperanza contra l'esperança (1931), i Fórmula nadalenca (1932). El 1931 va rebre la Medalla Benson en reconeixement de la seua contribució literària.
Stella Benson era amiga de Winifred Holtby i de Vera Brittain. La notícia de la mort de Benson en totes dues es recorda en el segon volum de l'autobiografia de Vera Brittain, el primer volum de la qual és el més conegut Testament de joventut (1933). Virginia Woolf també va conèixer Stella Benson i va anotar en el seu diari després de la seua mort: "Un sentiment curiós: quan mor una escriptora com Stella Benson, la seua resposta disminueix. L'ací i l'ara no seran il·luminats per ella: la seua vida disminuirà." També era amiga de Naomi Mitchison, que dedicà a Stella un capítol de la seua autobiografia You May Well Ask, amb cites de la seua correspondència en els anys 1920 i primeria dels 1930.
La darrera novel·la inacabada de Benson, Mons, i la seua selecció personal dels seus millors poemes, Poemes, es publicaren pòstumament, al 1935. Les Històries completes aparegueren al 1936.
Segons George Malcolm Johnson, "Stella Benson tenia una habilitat única per a barrejar fantasia i realitat, evident sobretot en les novel·les primeres i els contes. El seu humor entremaliat i el seu enginy pervers, sovint dirigit a un final satíric, emmascaraven una compassió soterrada. Les novel·les i relats de Stella Benson (en especial els posteriors, més realistes) solen tractar qüestions socials greus, i reflecteixen les seues tribulacions com a dona del segle XX: recolzar el sufragi, presenciar la tragèdia de la Primera Guerra Mundial i viure en un entorn colonial hostil i volàtil... Malgrat el tractament molt modern i irònic del tema dels individus perduts, aïllats i alienats en situacions rares i aterridores, no ha atret massa l'atenció crítica contemporània i mereix una reavaluació".
Va morir de pneumònia el 7 de desembre del 1933, a Hạ Long, a la província vietnamita de Tonkin. El seu marit diposità els seus diaris a la biblioteca de la Universitat de Cambridge. Gairebé 50 anys després, eren a l'abast i Joy Grant els va fer servir per a escriure una biografia sobre ella.

## Obres
- I Pose (Londres: Macmillan, 1915), novel·la
- Aquesta és la fi (Londres: Macmillan, 1917), novel·la
- Vint (Londres: Macmillan, 1918), poemes
- Living Alone (Londres: Macmillan, 1919), novel·la
- Kwan-yin (San Francisco: AM Bender, 1922), poema
- The Poor Man (Londres: Macmillan, 1922), novel·la
- Pipers and a Dancer (Londres: Macmillan, 1924), contes
- The Little World (Londres: Macmillan, 1925), viatges
- El despertar (San Francisco: The Lantern Press, 1925), història
- Adeu, estrany (Londres: Macmillan, 1926), novel·la
- L'home que va perdre l'autobús (Londres: Elkin Matthews & Marrot, 1928), conte
- Mons dins de mons (Londres: Macmillan, 1928), viatges
- Tobit Transplanted (Londres: Macmillan, 1930; títol estatunidenc The Far-Away Bride ), novel·la
- Esperança contra l'esperança i altres històries (Londres: Macmillan, 1931), històries
- Fórmula nadalenca i altres històries (Londres: William Jackson, 1932), contes
- Pull Devil, Pull Baker (Londres: Macmillan, 1933), novel·la
- Històries recopilades (Londres: Macmillan, 1936), històries
- Mons (Londres: Macmillan, 1935), novel·la (inconclusa)
- Poemes (Londres: Macmillan, 1935)
- L'illenc del desert (Harcourt: Nova York, 1945), novel·la curta